# Huis Blankenberg
Huis Blankenberg is een kasteel gelegen aan de Blankenberg in het gehucht Honthem bij Cadier en Keer dat tegenwoordig deel uitmaakt van de Nederlands Limburgse gemeente Eijsden-Margraten.

## Geschiedenis

### Middeleeuwse burcht
Het huidige kasteel stamt uit 1825 en is gebouwd op de fundamenten van een middeleeuwse donjon, oorspronkelijk gelegen aan de heerbaan van Maastricht naar Limburg en Trier. In 1370 maakte het kasteel deel uit van de schepenbank Cadier. De eerste vermelding van een eigenaar is in 1381, waarbij sprake is van een zekere Arnold d’Elen. Hij verkocht het kasteel aan de familie Bongart die haar zetel op kasteel De Bongard in Bocholtz had. Na deze familie kwam het kasteel in bezit van achtereenvolgens de families De Herten en De Horion. Door vererving kwam het daarna in bezit van de familie Cortenbach en door verkoop in 1627 aan Wolter Hoen. De familie Hoen was een wijdvertakte familie die vele andere kastelen in Zuid-Limburg bezat. Vervolgens kwam het kasteel in bezit van de families Jacobi en Van Hemerstein en ten slotte kwam het in bezit van Salomon Reinier Marius Pichot du Plessis.

### Herbouw en bewonersgeschiedenis 19e eeuw

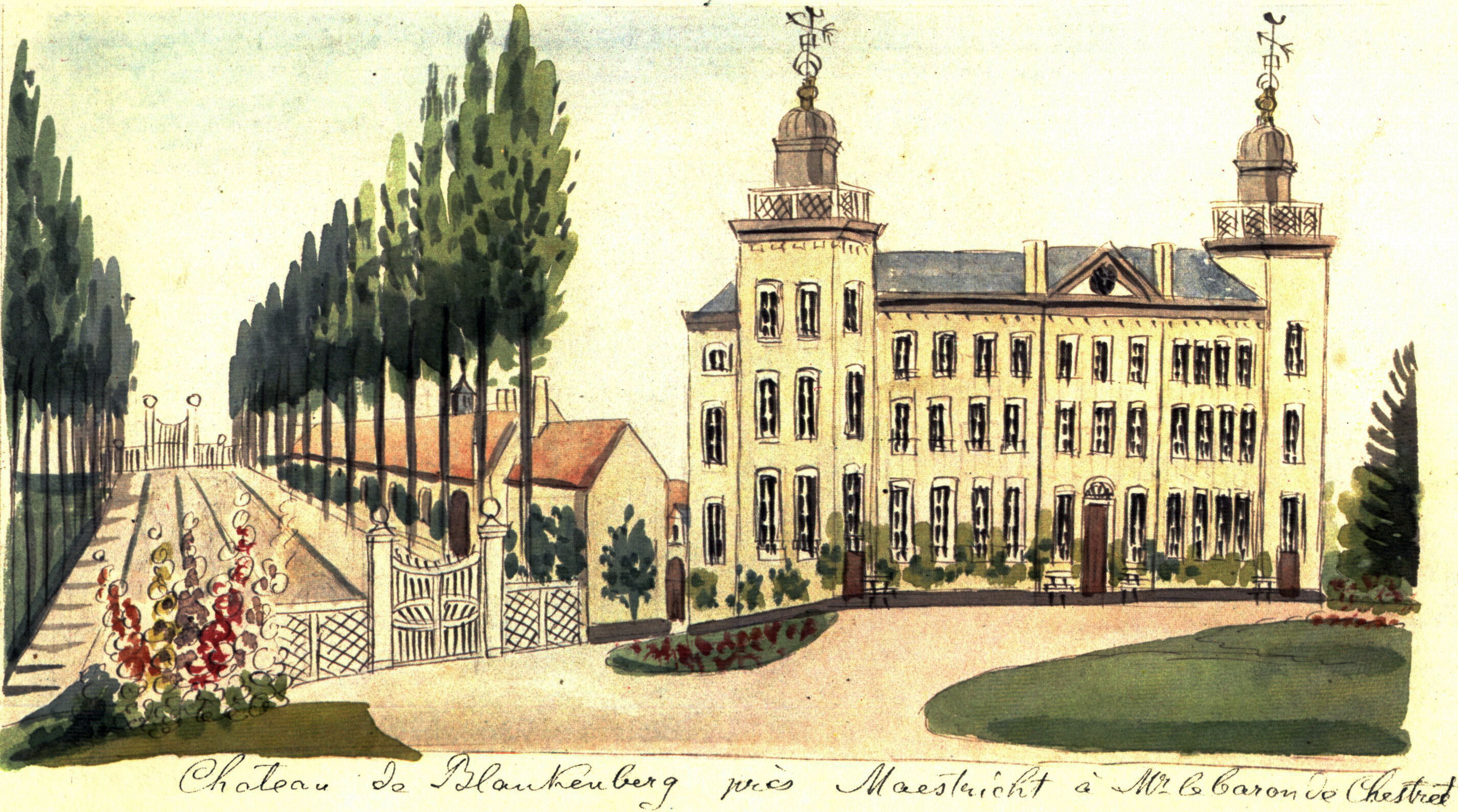
Het kasteel omstreeks het midden van de 19e eeuw, getekend door Philippe van Gulpen

In 1825 sloopte Pichot du Plessis de oude burcht tot op het maaiveld en bouwde op de fundamenten het huidige huis in neoclassicistische stijl, als een lustoord met daarbij een prachtig park. Voor die tijd was het een heel modern gebouw met grote ramen en witgekalkte gevels. Inwendig had het fraaie zalen en een trap in Empirestijl. 

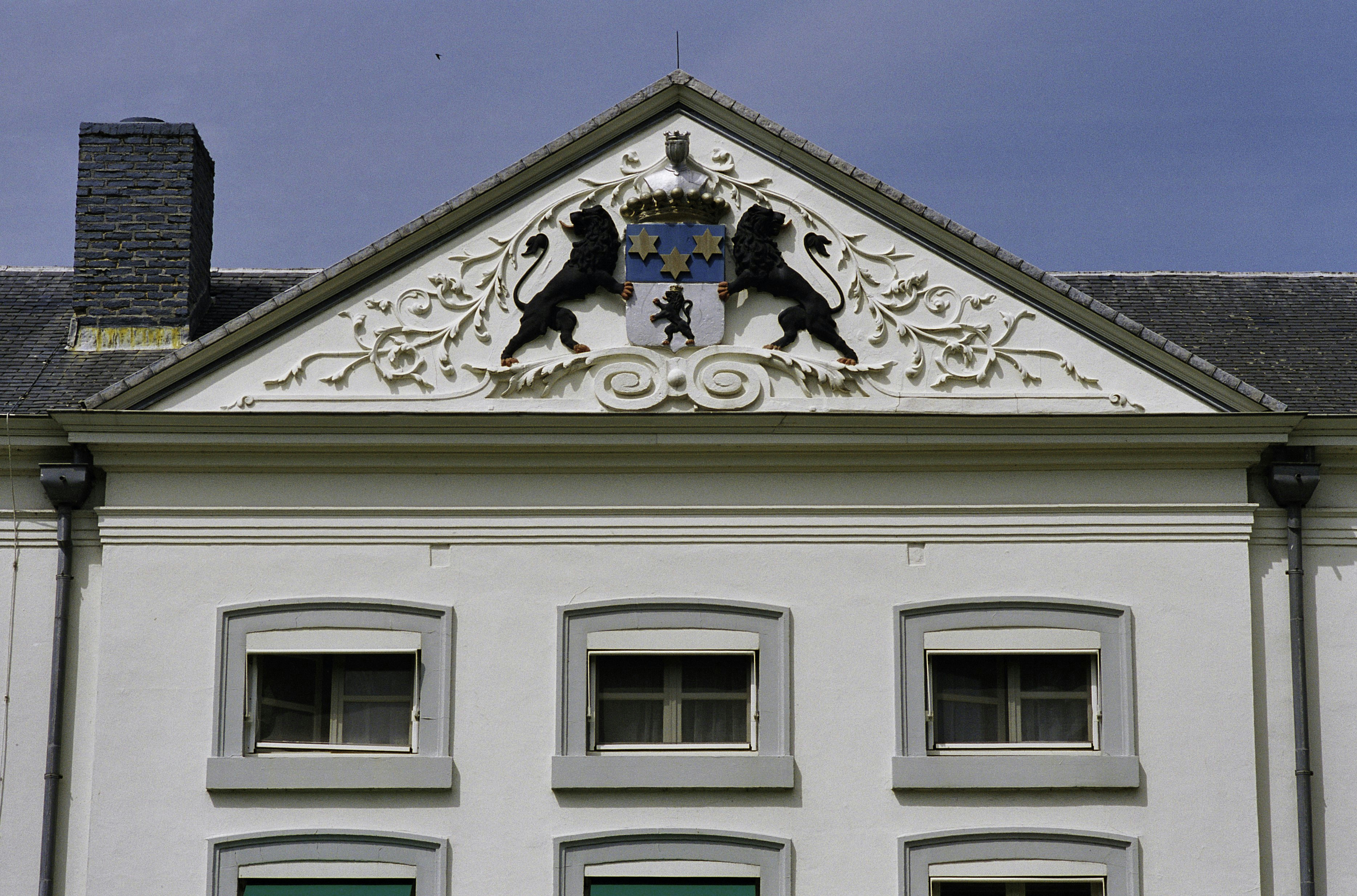
Kasteel Blankenberg, fronton met wapen van De Chestret de Haneffe

Toen Pichot du Plessis in 1840 overleed, werd Blankenberg in 1841 verkocht aan de Belgische advocaat en raadsheer bij het hof van beroep in Luik, "Nicolas" Louis Eugène de Chestret (1803-1856), jongste zoon van Barthélémy de Chestret de Haneffe en Marie-Anne d'Erkenteel. Bijna vijftien jaar lang bewoonde hij het huis met zijn echtgenote Marie-Charlotte de Moffarts en kinderen vrijwel het gehele jaar. Alleen in de winter resideerde men in Luik. 
Na zijn overlijden kwam Blankenberg in bezit van zijn oudste zoon, Jean Remi Marie Jules de Chestret (1833-1909), getrouwd met Mathilde de Warzée d'Hermalle (1834-1863). Hij was lid van de Koninklijke Academie van België en andere wetenschappelijke verenigingen, archeoloog, historicus, numismaat, lid van LGOG en kort burgemeester van Donceel (1879-1882). Hij bewoonde Blankenberg het jaar rond van 1857 tot 1882 en raakte onder meer bevriend met de archeoloog/historicus Jos Habets. In 1881 erfde hij de titel 'baron de Haneffe' van zijn oom Hyacinthe.
Vroeg weduwnaar geworden, ontwikkelde Jules de Chestret grote activiteit op wetenschappelijk en huiselijk terrein. Volgens eigen zeggen bracht hij grote veranderingen aan op Blankenberg. Wanneer het wapenschild op het fronton is aangebracht, is onduidelijk. Hij had pas recht op dat wapen vanaf 1881, maar mogelijk heeft hij het al tijdens zijn huwelijk uit familiale overwegingen laten plaatsen. Hij was tenslotte een De Chestret en eerstvolgende in de lijn van opvolging. Na het huwelijk van zijn dochter en jongste kind in 1882, verhuisde hij naar Luik. Zijn mémoires, waarin hij onder meer over zijn jeugd en leven op Blankenberg schrijft, zijn gepubliceerd door Stanislas Bormans.
Ondanks pogingen in 1887 en 1890 het huis te verkopen of te verhuren, bleef Blankenberg tot 1900 in bezit van deze familie. 

### Na 1900

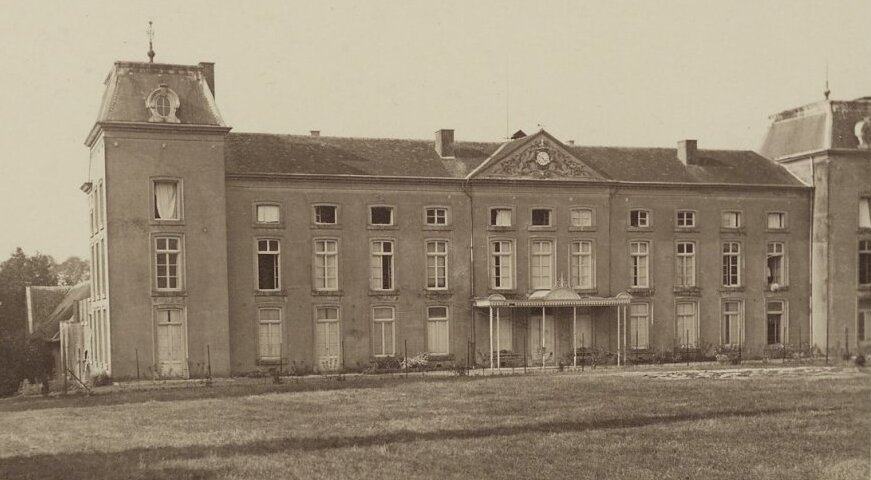
Het kasteel in vervallen toestand, ca. 1900

In 1900 werd het huis eigendom van de Franse broederschap van Sint-Blasius, die er een tehuis voor geestelijk achtergebleven kinderen van wilde maken. Onzeker is, of dat ook doorgang heeft gevonden. In de oorlogsdagen van augustus 1914 werden tweehonderd Belgische vluchtelingen opgevangen op Blankenberg. Door geldgebrek werd het gebouw slecht onderhouden en was de broederschap gedwongen Blankenberg over te doen aan Franse paters missionarissen redemptoristen (1919). Dezen bouwden een kapel en een schuur bij het landhuis. 
In 1934 werd het pand aangekocht door de Zusters van het Arme Kind Jezus om er een rust- en verpleeghuis van te maken voor de zieken en ouden van dagen binnen de eigen congregatie. Bij die gelegenheid kreeg het gebouw een flinke opknapbeurt. Eind jaren 1970 werd Blankenberg een kloosterbejaardenoord met erkende verpleegafdeling, bestuurd door de Stichting Bejaardenzorg Clara Fey. Er konden vijftig patiënten geplaatst worden. Dit huis heeft gefunctioneerd totdat in 2004 het Academisch Ziekenhuis Maastricht het complex overnam en in gebruik nam als verpleeg- en herstelkliniek. De nog aanwezige zusters verhuisden naar het moederhuis van de congregatie, Huize Loreto in Simpelveld. Op termijn bleek dat het complex toch minder geschikt was en beëindigde het AzM deze kliniek. De AzM Herstelzorg werd tijdelijk verplaatst naar verpleeghuis Klevarie in Maastricht.

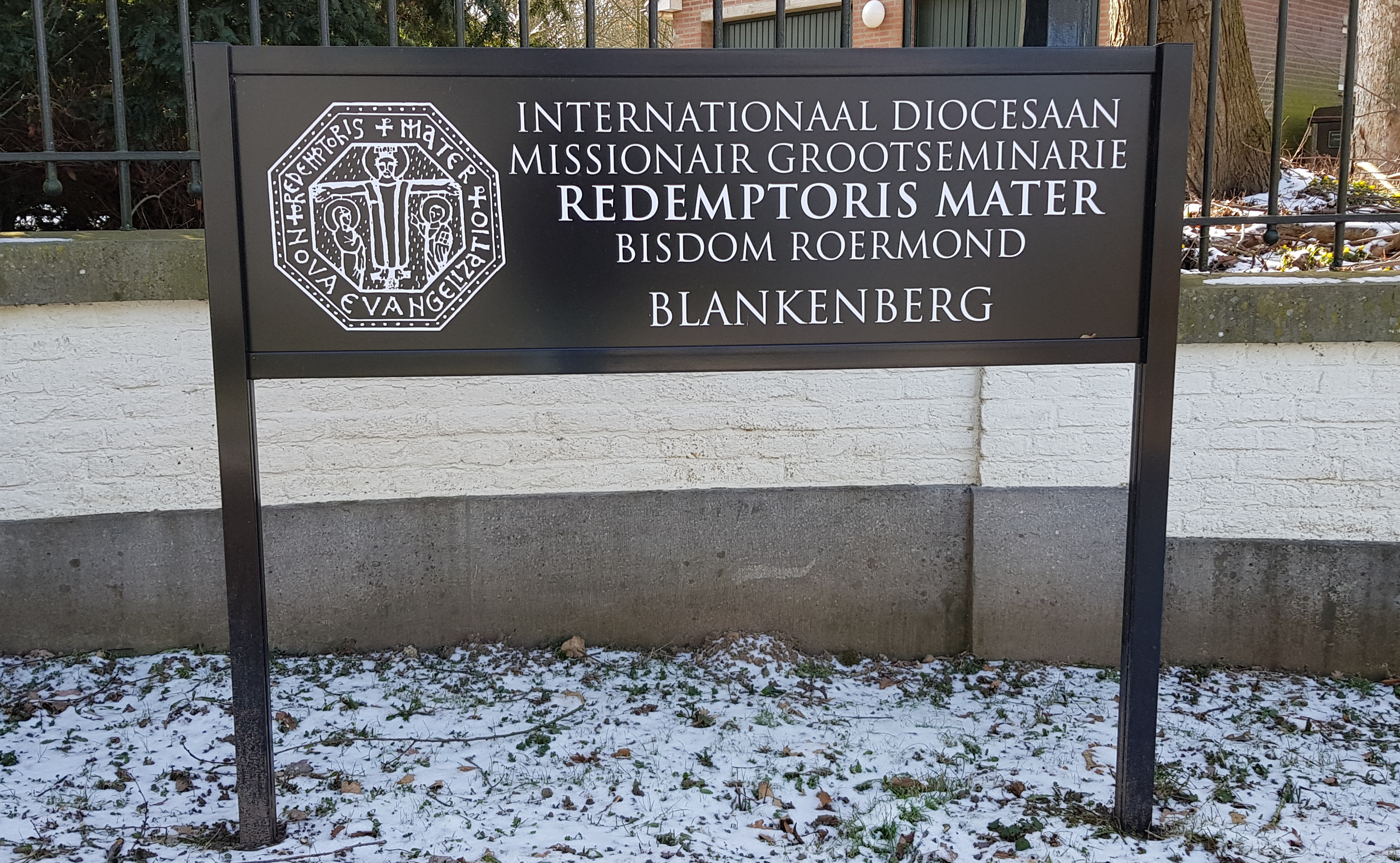
Nieuwe bestemming

Eind april 2010 kocht de katholieke Stichting Redemptoris Blankenberg het landgoed aan om het Internationaal Diocesaan Missionair Grootseminarie "Redemptoris Mater" gelegenheid te bieden tot uitvoering van haar werkzaamheden. Redemptoris Mater is het grootseminarie van het Bisdom Roermond, bij decreet van 16 oktober 2003 ingesteld door monseigneur F.J.M. Wiertz, bisschop van Roermond. Het oorspronkelijke huis was gevestigd te Roermond, maar het pand was al snel te klein. De vorming van toekomstige priesters is in het bisdom Roermond sinds 2010 geconcentreerd op Blankenberg. De opleiding dient trouw te zijn aan de richtlijnen van de Heilige Stoel. Bijzonder is dat veel seminaristen uit niet-Westerse landen komen. Allen verplichten zich tot een grondige kennis van het Nederlands, zodat zij na hun priesterwijding in Nederlandse parochies geplaatst kunnen worden.

## Beschrijving van het kasteel en omgeving
Huis Blankenberg is een groot, neoclassicistisch landhuis uit circa 1825, dat tussen 1856 en 1863 werd verbouwd. Het drielaagse hoofdgebouw wordt geflankeerd door twee hoekpaviljoens met mansardedaken. Het centrale deel van de voorgevel wordt gevormd door een risaliet waarin zich de entree bevindt. De risaliet wordt bekroond door een fronton met stucversiering en het wapen van de familie De Chestret de Haneffe. De gevels zijn wit gepleisterd. De wit geschilderde, carrévormige kasteelhoeve sluit aan op het hoofdgebouw. Huis Blankenberg is een rijksmonument.

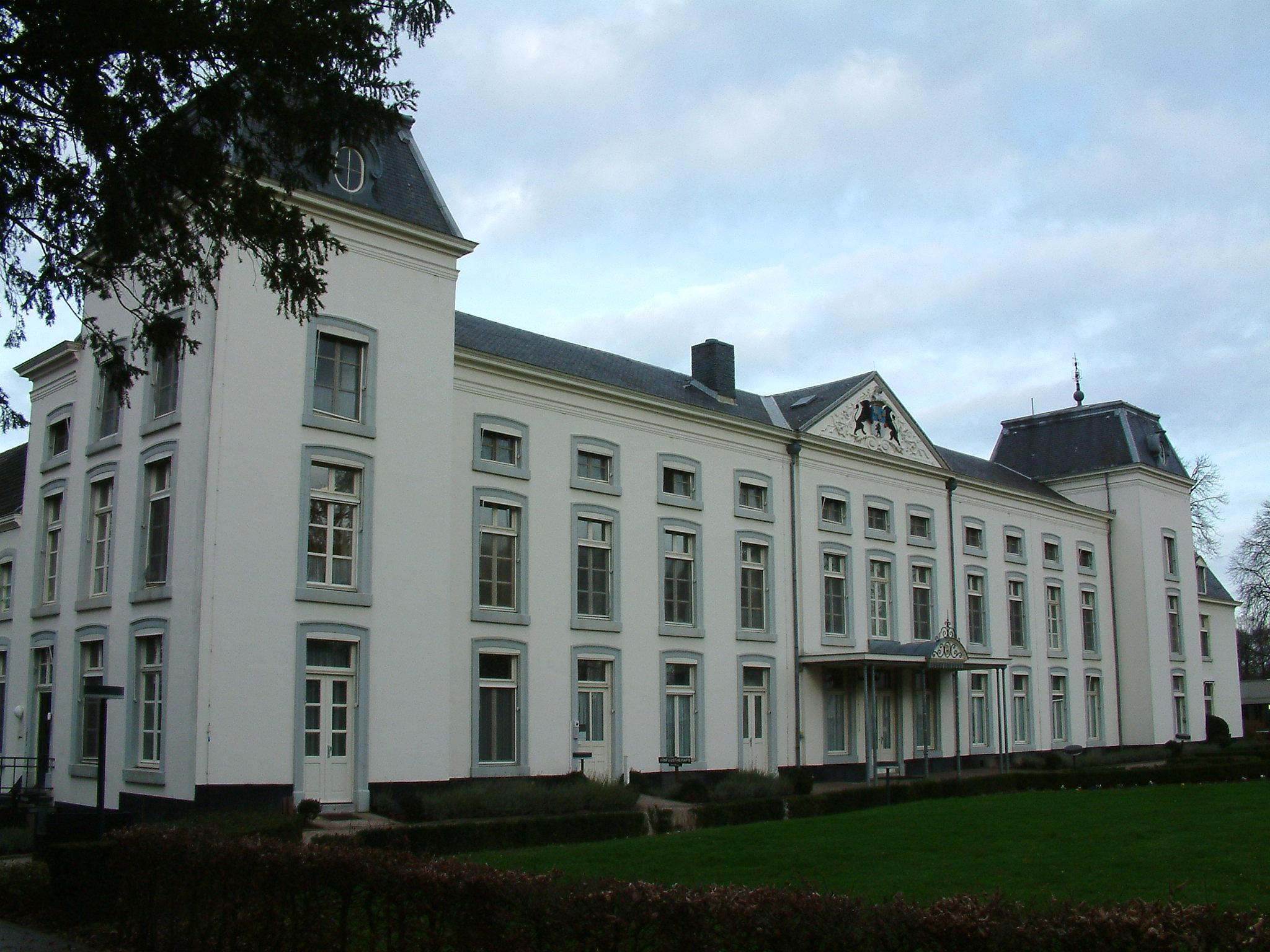
Voorgevel
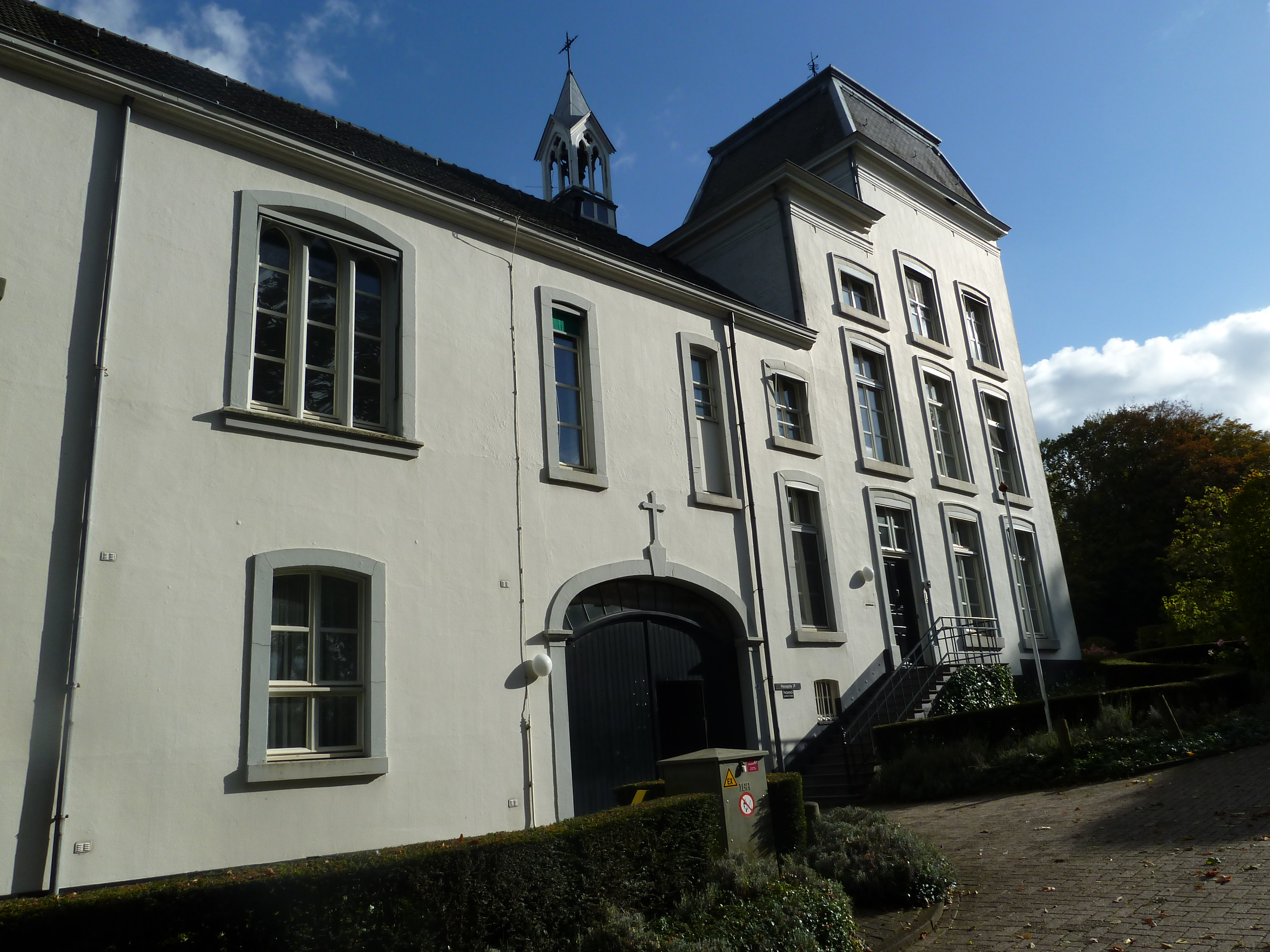
Zijgevel
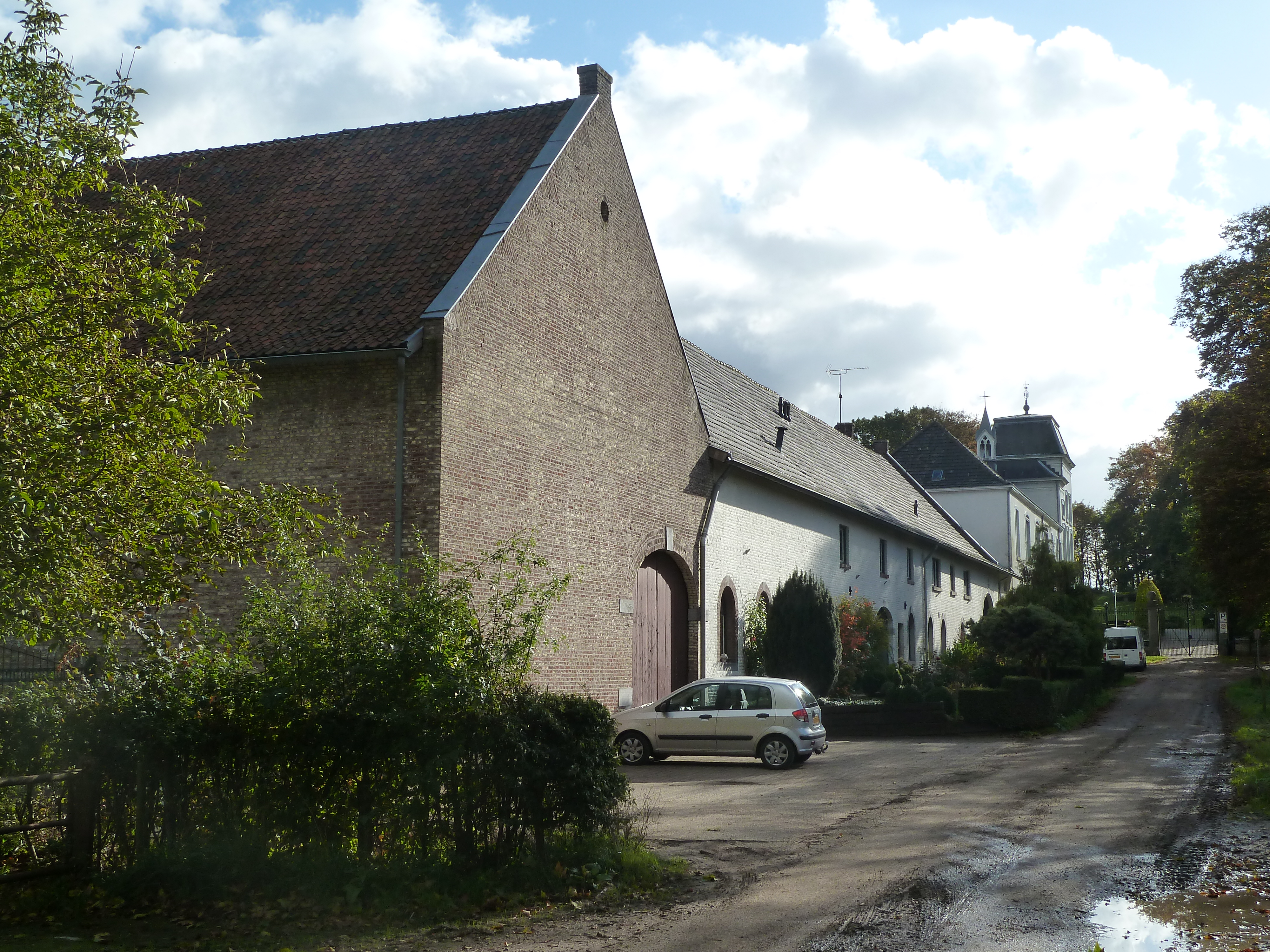
Zijgevel hoeve en kasteel
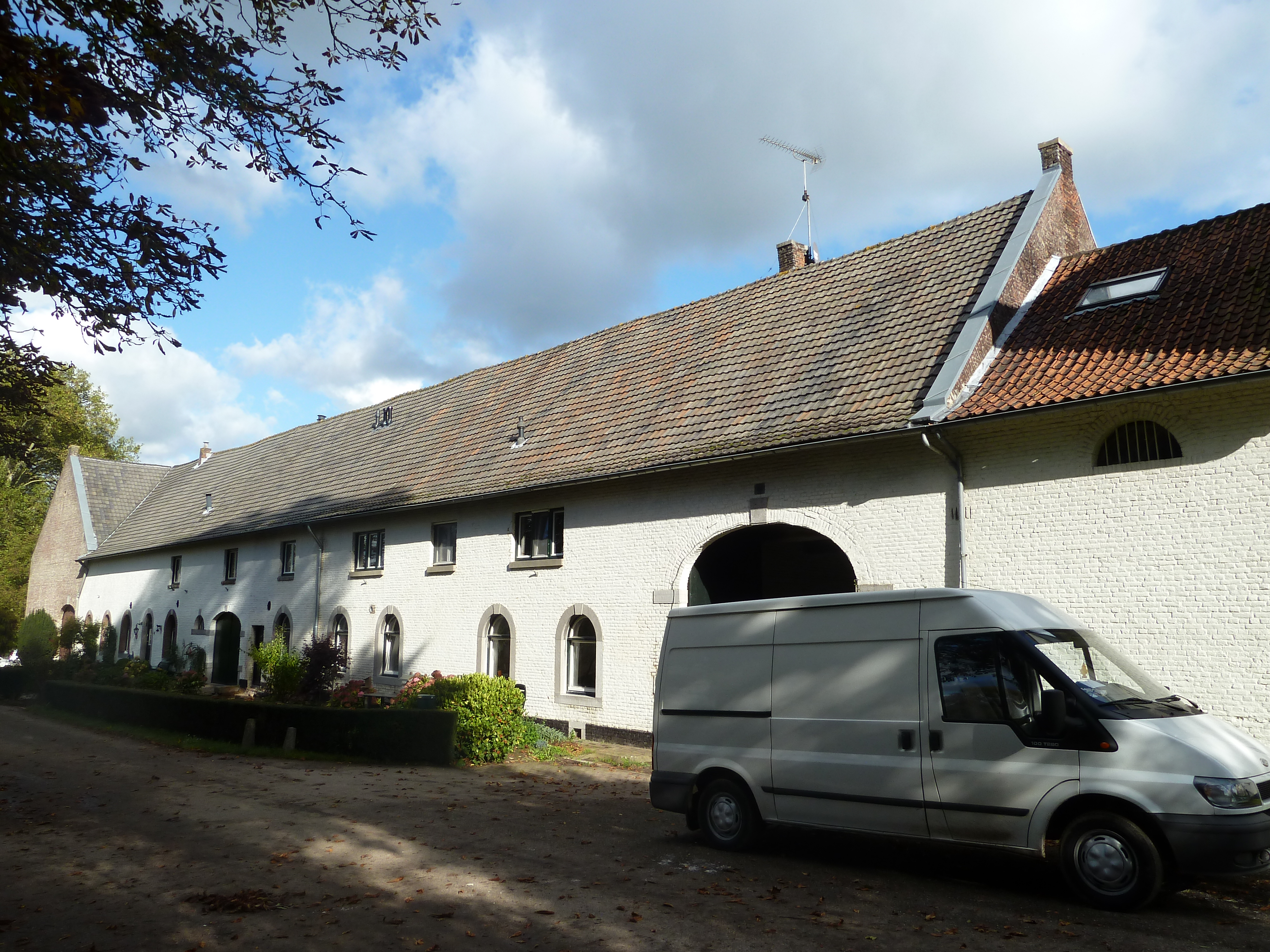
Hoeve

Huis Blankenberg ligt in een heuvelachtige en parkachtige omgeving aan de rand van het Plateau van Margraten. Op 600 meter naar het westen ligt de groeve Blankenberg, een geologisch monument. In de omgeving bevinden zich diverse veldkruisen. Aan de Rijksweg staat de Sint-Blasiuskapel, een verbouwd transformatorhuisje.

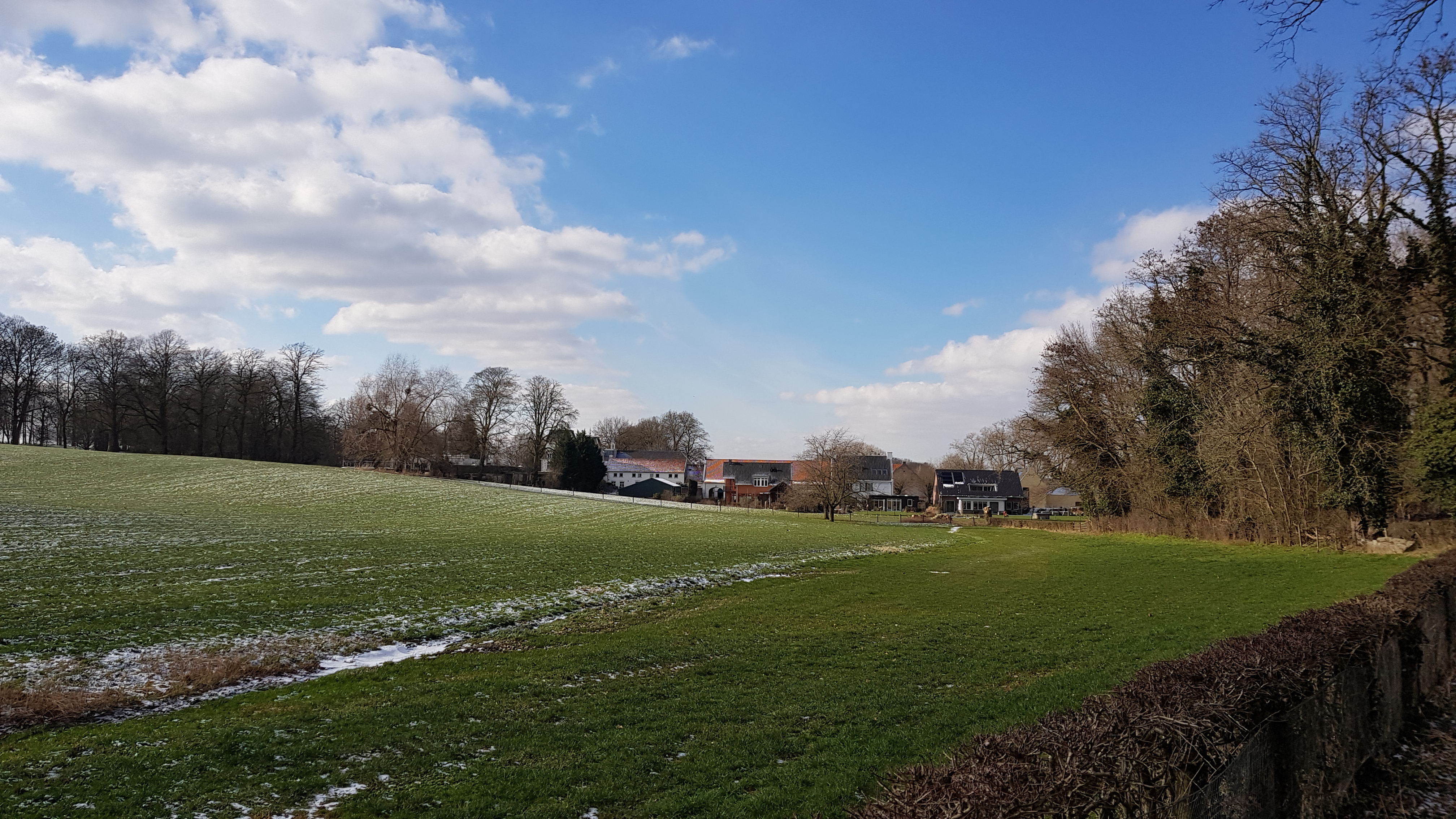
Omgeving Huis Blankenberg
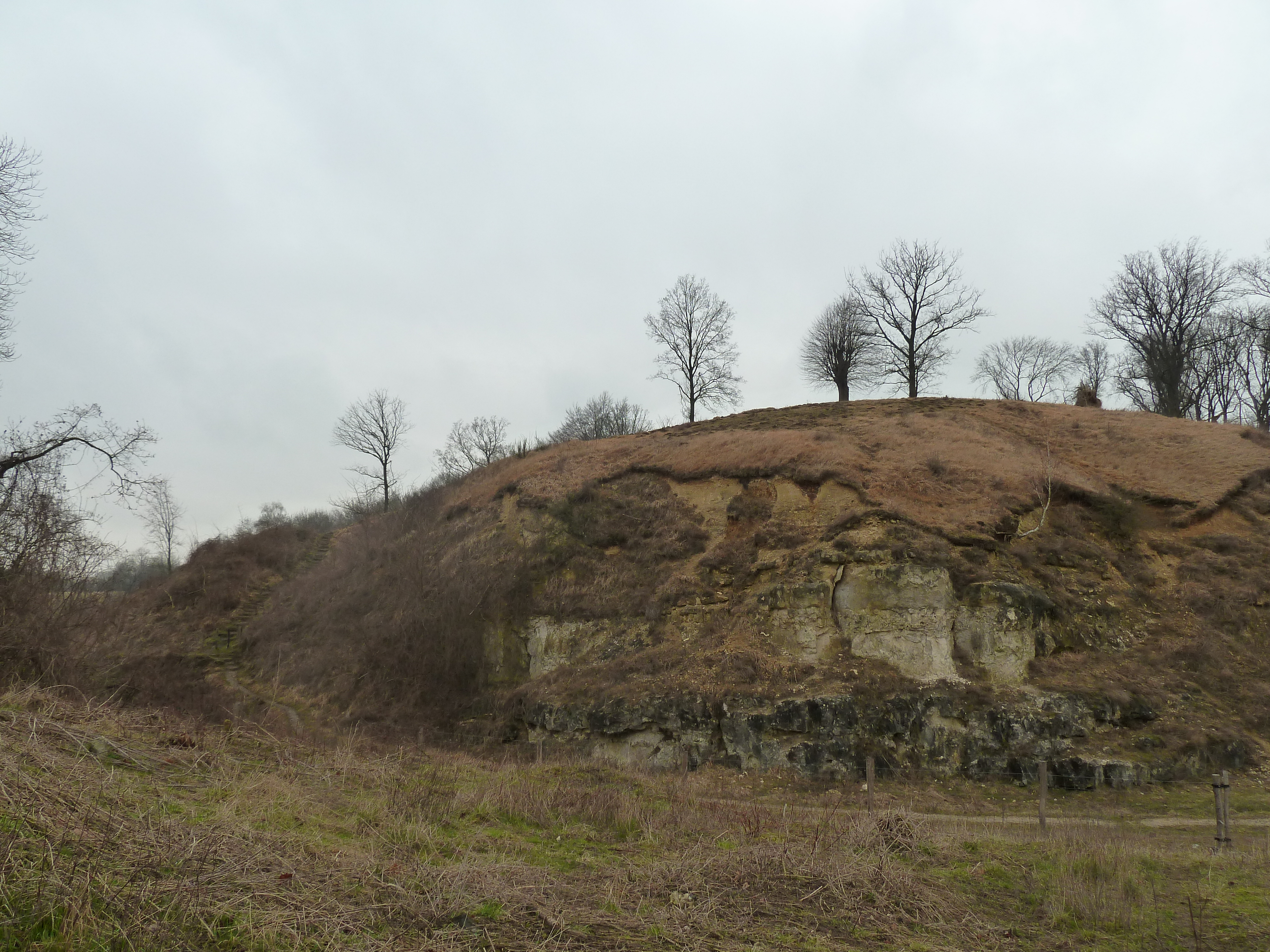
Omgeving Groeve Blankenberg
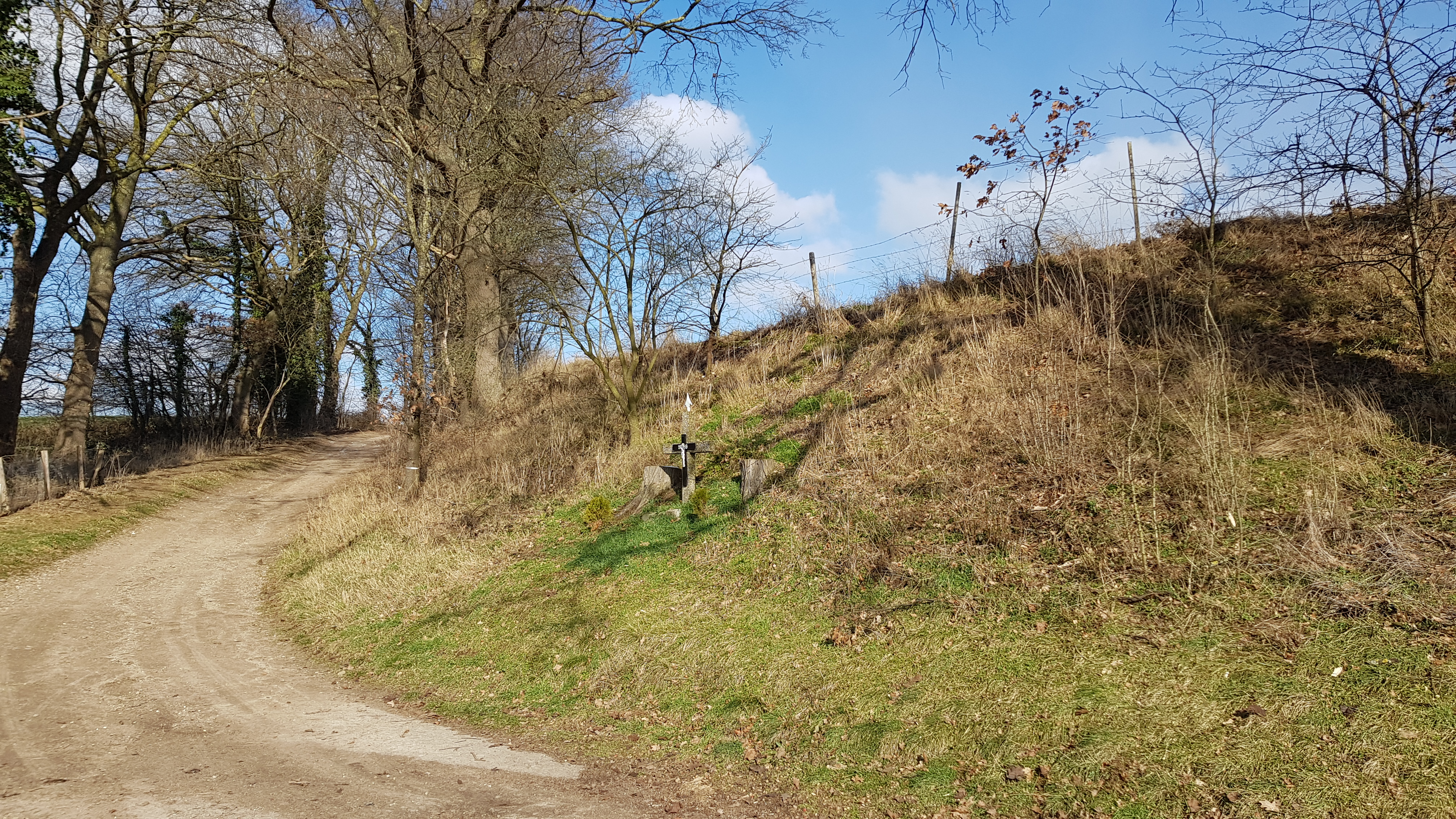
Omgeving Onderstraat-Heeresteeg
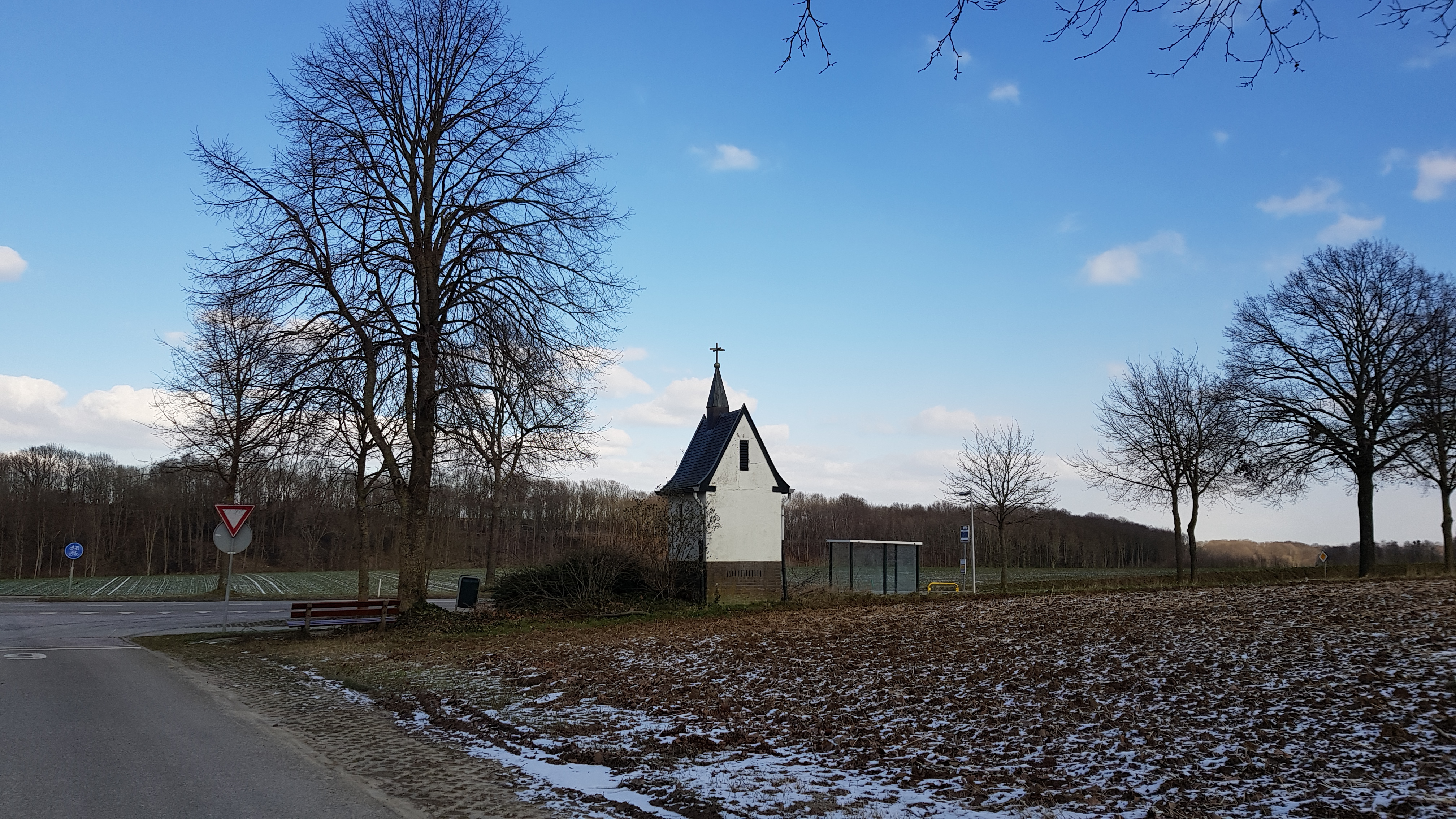
Omgeving Sint-Blasiuskapel

Aerwinkel · Kasteel Afferden · Aldt Huys · Aldenborgh · Kasteel Aldenghoor · Aldenhoven · Alte Burg · Kasteel Amstenrade · Slot Annendael · Kasteel Arcen · Baersdonck · Bakvliet · Baronsberg · Baxhof · Beegden ·  Benzenrade · Kasteel De Berckt · Kasteel Bethlehem · Beusdaelshof · Binsfeld · Huis Blankenberg · Kasteel Bleijenbeek · Blitterswijck · Boerlo · Bolberg · Bollenberg · Kasteel De Bongard · Borggraaf · Kasteel d'Erp · Kasteel Borggraaf · Kasteel Borgharen · Kasteel Born · Huis Bree · Breust · Kasteel Broekhuizen · Broekhuizen · Gracht Burggraaf · Kasteel De Burght · Kasteel Cartils · Cloppenburg (Oost-Maarland) · Kasteel Cortenbach · Huis De Dael · Dammerscheid · Kasteel De Bockenhof · De Donck (Sevenum) · De Donck (Swolgen) · De Dorth ·  Huis ten Dijcken · Kasteel Doenrade · De Doom · Douve · Douvenrade · De Dries · Kasteel Erenstein · Kasteel Eijsden · Eijsden · Einrade · Kasteel Elsloo · Ensenbroek · Eperhuis · Etzenraderhuuske · Exaten · Kasteel Eijckholt · Kasteel Eyckholt · Eys · Gastendonck · Kasteel Genbroek · Gebroken Slot · Kasteel Geijsteren · Kasteel Op Genhoes · Kasteel Genhoes · Genneperhuis · Kasteel Het Geudje · Kasteel Geulle · Kasteel Geusselt · Geijsteren · Gen Heck · Ghoor · Kasteel Goedenraad · Kasteel Grasbroek · Kasteel Groenendaal · Groethof · Groot Paarlo · Kasteel van Gronsveld · De Gun ·Kasteel Haeren · Kasteel Den Halder · Heerlaer · Heeze · Heijen · 's-Herenanstel · Kasteel Hillenraad · Kasteel Hoensbroek · Hoenshuis · Holstrate · Holtmühle · Huize Holtum · Kasteel Horn · De Horst · Huys ter Horst · Ten Hove (Grathem) · Ten Hove (Panningen) · Huis Brias · Huis Darth ·  Kasteel Hurpesch · Kasteel Sint-Jansgeleen · Kasteel Jerusalem · Kasteel Kaldenbroek · Den Kamp · Kasteel Karsveld · Kasteel Keverberg · Klein Paarlo · Klimmender Huuske · De Kolck · Koppelberg · Laar · Landsfort · Kasteel Lemiers · Kasteelruïne Lichtenberg · Kasteel Limbricht · Lonesteyn · Huize Lovendael · Mazenburg · Kasteel van Meerlo · Kasteel Meerssenhoven · Meezenbroek · Kasteel van Mheer · Middelaar · Kasteel Millen · Kasteel Montfort · Movert · Mulrode · De Munt · Château Neercanne · Kasteel Neubourg · Nienghoor · Huis Nierhoven · Kasteel Nieuwenbroeck · Nije Huys · Kasteel Nijenborgh · Kasteel Nijswiller · Nijthuysen · Kasteel Obbicht · Oedenrade · Kasteel Ooijen · Kasteel Oost (Valkenburg) · Kasteel Oost (Oost-Maarland) · Kasteel Ouborg · Overen · Kasteel Passarts-Nieuwenhagen · Prickenis · Prinsenhof · Puth · De Putting · Raath · De Raay · Ravenhof · Kasteel Reijmersbeek · Kasteel van Rijckholt · Kasteel Rivieren · Rodenbroek · Rosendaal · Kasteel Schaesberg · Kasteel Schaloen · Te Scharen · Schenkenburg · Kasteel Scheres · De Spijker (Geijsteren) · De Spijker (Leeuwen) · Huis Severen · Sibberhuuske · Château St. Gerlach · Spraland · Huis De Spyker · Huize Stalberg · Stalberg (Wellerlooi) · De Steeg · Kasteel Stein · Steinhagen · Steenen Huis · Stoel van Swentibold · Strijthagen (Landgraaf) · Strijthagen (Welten) · Struyver · Kasteel Terborgh · Terlinden (Wijnandsrade) · Terveurdt · Ter Weyer · Kasteel Ter Worm · De Tombe · Huis De Torentjes · Triest · Trippaert · Kasteel Vaalsbroek · Kasteel Vaeshartelt · Valkenburg · Vliek · De Vroenhof · Vrijburg · Kasteel Wambach · Warenberg · Well · Weyershof ·  Wijlre · Kasteel Wijnandsrade · Wijnandsrade · Wijnantshof · Wissegracht · Huize Witham · Kasteel Wittem · Wolfrath · Wylre